# 皮斯基 (新敖德薩區)
47°8′12″N 31°51′19″E / 47.13667°N 31.85528°E
皮斯基（烏克蘭語：Піски），是烏克蘭南部的村莊，隸屬尼古拉耶夫州的尼古拉耶夫區。該村始建於1775年，面積1.74平方公里，海拔高度27米，2001年人口736，人口密度每平方公里422.3人。